# Ngân Văn Đại
Ngân Văn Đại (Nghe An, 9 febbraio 1992) è un calciatore vietnamita, attaccante del Hà Nội e della Nazionale vietnamita.

## Carriera

### Club
Ha giocato nella prima divisione vietnamita.

### Nazionale
Con la nazionale vietnamita ha preso parte alla Coppa d'Asia 2019.

## Statistiche

### Cronologia presenze e reti in nazionale
| Cronologia completa delle presenze e delle reti in nazionale ― Vietnam | Cronologia completa delle presenze e delle reti in nazionale ― Vietnam | Cronologia completa delle presenze e delle reti in nazionale ― Vietnam | Cronologia completa delle presenze e delle reti in nazionale ― Vietnam | Cronologia completa delle presenze e delle reti in nazionale ― Vietnam | Cronologia completa delle presenze e delle reti in nazionale ― Vietnam | Cronologia completa delle presenze e delle reti in nazionale ― Vietnam | Cronologia completa delle presenze e delle reti in nazionale ― Vietnam |
| Data                                                                   | Città                                                                  | In casa                                                                | Risultato                                                              | Ospiti                                                                 | Competizione                                                           | Reti                                                                   | Note                                                                   |
| ---------------------------------------------------------------------- | ---------------------------------------------------------------------- | ---------------------------------------------------------------------- | ---------------------------------------------------------------------- | ---------------------------------------------------------------------- | ---------------------------------------------------------------------- | ---------------------------------------------------------------------- | ---------------------------------------------------------------------- |
| 12-01-2019                                                             | Abu Dhabi                                                              | Vietnam                                                                | 0 – 2                                                                  | Iran                                                                   | Coppa d'Asia 2019 - 1º turno                                           | -                                                                      | 59’                                                                    |
| Totale                                                                 |                                                                        | Presenze                                                               | 1                                                                      |                                                                        | Reti                                                                   | 0                                                                      |                                                                        |

## Palmarès

### Club

#### Competizioni nazionali
- V League 1: 2

Hà Nội T&T: 2018, 2019
- Coppa del Vietnam: 1

Hà Nội T&T: 2019
- Supercoppa del Vietnam: 2

Hà Nội T&T: 2018, 2019